# Конух Софія Євгенівна
Конух Софія Євгенівна (9 березня 1980) — російська ватерполістка.
Призерка Олімпійських Ігор 2000 року, учасниця 2004, 2008, 2012 років.
Призерка Чемпіонату світу з водних видів спорту 2003, 2007, 2009, 2011 років.